# Ів Сен Лоран (фільм)
«Ів Сен Лоран» (англ. Yves Saint Laurent) — біографічний кінофільм режисера Джаліля Леспера, що вийшов на екрани в 2014 році. Фільм розповідає про життя модельєра Ів Сен-Лорана, починаючи з 1958 року.

## Зміст
Ів Сен-Лоран починав асистентом у Крістіана Діора — одного із законодавців моди. Але мало кому з асистентів вдавалося у 21 рік очолити імперію. Після смерті Діора юного дизайнера поставили на чолі його модельного дому і не прогадали. Саме Ів запровадив у жіночу моду елементи чоловічого гардеробу — шкіряні піджаки, чоботи по стегно і смокінги. Лоран першим запросив темношкірих моделей для участі в показах мод.

## Ролі
| Актор           | Роль              |
| --------------- | ----------------- |
| П'єр Ніні       | Ів Сен-Лоран      |
| Гійом Гальєнн   | П'єр Берже        |
| Шарлотта Ле Бон | Вікторія Детрелю  |
| Лаура Смет      | Лулу де ля Фалез  |
| Марі де Вільпен | Беті Катро        |
| Ксав'є Лафіт    | Жак де Башер      |
| Ніколай Кінскі  | Карл Лагерфельд   |
| Рубен Альвес    | Фернандо Санчес   |
| Патріс Дібу     | Крістіан Діор     |
| Анн Альваро     | Марі-Луїза Буську |

## Зйомки
Основні зйомки почалися в червні 2013 року. Частина зйомок була здійснено спільно з П'єром Берже, який особисто відправляв усі моделі на подіум при зйомках показу колекції 1976 року Opéra Ballets Russes. Для цих зйомок фонд Берже надав 77 оригінальних нарядів зі своєї колекції, і показ був знятий у готелі InterContinental (зараз готель Westin). Деякі сцени Сен-Лорана за роботою були зняті в штаб-квартирі імперії Берже на Marceau авеню в Парижі. Берже про фільм сказав таке: «Є моменти, які мені не подобаються, але це неважливо. Ви повинні сприймати фільм як він є, єдиним цілим».

## Знімальна група
- Режисер — Джаліль Леспер
- Сценарист — Жак Ф'єскі, Жеремі Гуїса, Марі-П'єр Хастер
- Продюсер — Вассім Беджі
- Композитор — Ібрахім Маалуф